# ESPN Books
ESPN Books est une maison d'édition fondée en 2004 et filiale d'ESPN, qui publie des ouvrages liés au sport ainsi que la production d'une publication encyclopédique sportive annuelle. Depuis 2008, les livres sont copubliés avec Ballantine Books.
Parmi les auteurs ayant écrits des livres pour ESPN Books on peut citer : Bill Simmons, Peter Keating et Ralph Wiley. 

## Ouvrages publiés
- 2007 ESPN Sports Almanac, Mike Morrison et Gerry Brown
- 23 Ways To Get To First Base, Gary Belsky et Neil Fine
- After Jackie, Cal Fussman
- Ali Rap, George Lois
- The Best Hand I Ever Played, Steve Rosenbloom
- Classic Wiley, Ralph Wiley
- The Dale Earnhardt Story, Introduction par Kenny Mayne
- Dingers!, Peter Keating
- ESPN Baseball Sudoku,
- ESPN College Football Encyclopedia, Michael MacCambridge
- Man in the Middle, John Amaechi
- Meat Market: Inside the Smash-Mouth World of College Football Recruiting, Bruce Feldman
- The New Gold Standard, Tim Prister
- Now I Can Die In Peace, Bill Simmons
- Online Ace, Scott Fischman
- Parting Shots From The World of Sports, Steve Wulf
- Rules of the Red Rubber Ball, Kevin Carroll
- The Sixth Man, Chris Palmer
- The Ultimate Highlight Reel,